# ハプスブルク占領下のセルビア (1788年-1792年)

ハプスブルク占領下のセルビア
Serbien

1789年から1790年にかけてのハプスブルク占領地

コチャの国境（コチャのこっきょう、セルビア語: Кочина крајина、ラテン文字転写Kočina krajina）は墺土戦争中にオスマン帝国領スメデレヴォ・サンジャクで設立されたセルビア人領土。ハプスブルク帝国によって設立されたセルビア義勇軍（このうち、コチャ・アンジェルコヴィッチが頭角を現し、「コチャの国境」という名前の由来となった）が1788年2月から1788年9月7日までスメデレヴォ・サンジャク中部を占領した後、ハプスブルク家が正式に参戦すると、占領地が拡大されて「セルビア」と呼ばれるようになった。ハプスブルク軍が撤退し、1792年にシストヴァ条約が締結されると、セルビア人地域もオスマン帝国に回復された。

## 背景

### セルビア人
セルビア人はバルカン半島における対オスマン帝国戦争に積極的に参戦しており、たびたび蜂起もしていた。そのため、セルビア人はオスマン帝国に弾圧され、その領土が荒廃した。これにより多くのセルビア人がハプスブルク家領に移民した。

### 墺露同盟
1786年にカフカースをめぐる紛争がおきたため、ロシア帝国とオスマン帝国の関係が悪化した。翌年、ヨーゼフ2世とエカチェリーナ2世が再びクリミア半島で会談すると、オスマン帝国はロシアに宣戦布告した。オーストリアもセルビア人難民に戦争の準備をさせた。

## 歴史

### コチャの国境の反乱
セルビア義勇軍はバナトで設立され、1787年以前のオーストリアとオスマン帝国間の戦争によりハプスブルク領に逃亡していたセルビア人5千人で構成された。彼らはセルビア解放とハプスブルク統治を望み、そのために戦った。主要な指揮官はオーストリアのミハイロ・ミハリェヴィチ少佐だった。義勇軍にはアレクサ・ネナドヴィチ、スタンコ・アランバシッチ、そしてコチャ・アンジェルコヴィッチが従軍していた。オーストリア軍は1787年末と1788年初の2度、ベオグラードを奪取しようとしていたときにセルビア義勇軍を投入したが、いずれも失敗した。

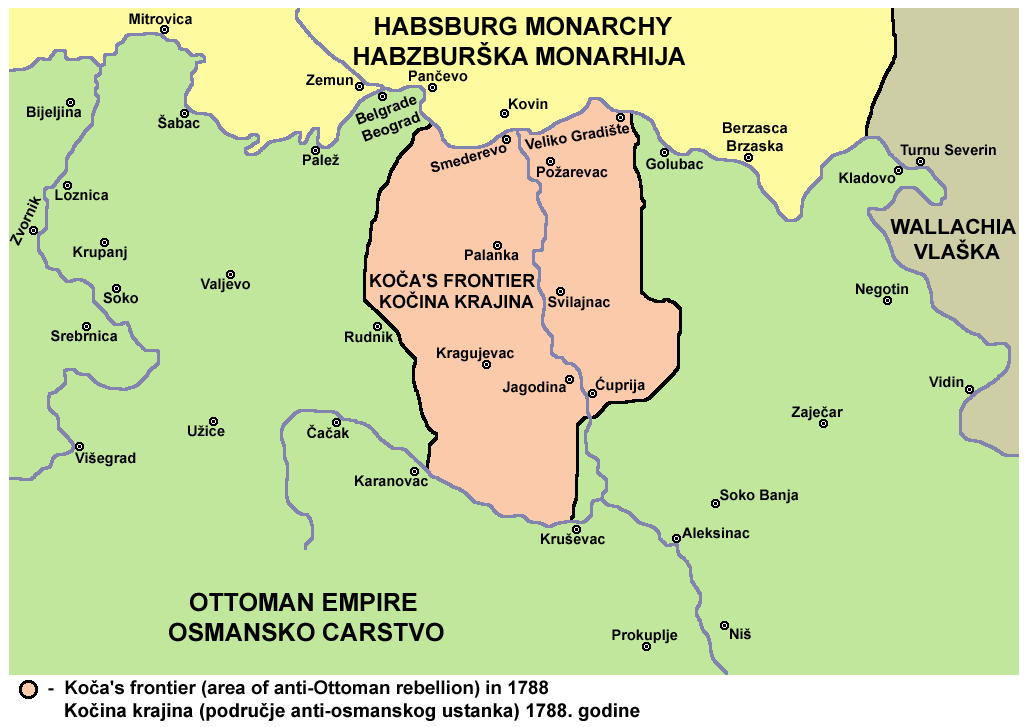
1788年時点のコチャの国境（反オスマン反乱がおきた地域）

オーストリアは1788年2月に開戦した時点で簡単に勝利する機会を失ってしまった。ロシアの準備が遅かったせいでオスマン軍がベオグラードに集結してしまったのであった。オーストリアはロシアがモルダヴィアで支援することに頼っていたが、それは1788年末のことであり、またヨーゼフ2世はオスマン軍と戦いたくないという様子だった。7月、オスマン軍がドナウ川を越えてオーストリア領バナトに進攻した。両軍とも物資不足に悩まされたほか、疫病の流行がオーストリア軍を苦しめた。さらに、5万人ものセルビア人難民がドナウ川を越えてやってきたため、オーストリア軍に兵站上の問題が生じてしまった>。これに対し、ヨーゼフ2世が8月中旬に20,400人をバナトに派遣した。

### ハプスブルク軍による占領
1789年10月8日、エルンスト・ギデオン・フォン・ラウドンがベオグラードを占領した。オーストリア軍はセルビア全土を占領、多くのセルビア人がセルビア義勇軍に従軍して経験を積んだ。また、ローマ・カトリック教会の聖職者も従軍してセルビア正教徒を改宗させようとしたため、オスマン帝国が1792年にセルビアを奪回した後、セルビア人はロシアに援助を仰ぐようになった。

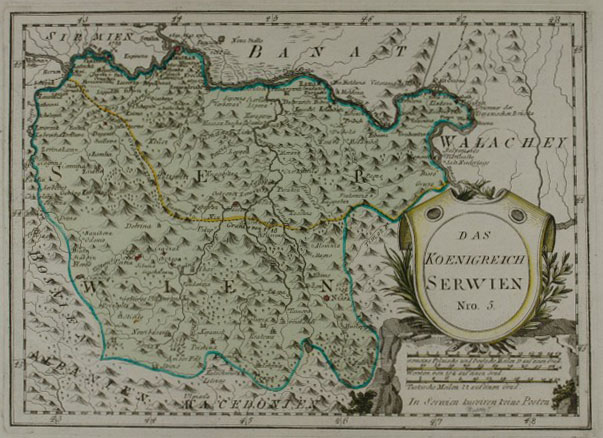
「セルビア王国」の地図、フランツ・ヨハン・ヨーゼフ・フォン・ライリー作、1791年。

オーストリア軍は1791年にはドナウ川とサヴァ川を渡って撤退、数千世帯のセルビア人がオスマン帝国の迫害を恐れてそれに従った。1792年、シストヴァ条約により戦争が終結した。

## その後
戦後、オスマン帝国はセルビア人に現地での徴税権を与えた。しかし、オスマン軍の再編で除け者にされたイェニチェリの一部がスメデレヴォ・サンジャク（セルビア）に流れ着いて、セルビア人に与えられた権利を取り消そうとした。ダヒーイェと呼ばれたこれらの不平イェニチェリは徴税人の虐殺を起こし、1804年の第一次セルビア蜂起の引き金となった。蜂起の指導者ジョルジェ・ペトロヴィチはハプスブルク占領期に志願兵としてオーストリア軍に従軍していた。蜂起はやがてセルビア革命（1804年 - 1817年）に拡大、セルビア公国が実質的に独立する結果となった。

## 記念
「コチャの国境の日」（Дани Кочине крајине）という記念行事が毎年ヤゴディナとクラドヴォで行われている。